# Veines interlobulaires
Les veines stellaires se rejoignent pour former les veines interlobulaires, qui passent vers l'intérieur du rein entre les pyramides de Ferrein, reçoivent des branches des plexus autour des tubules contournés et, étant arrivées à la base des pyramides rénales, se joignent aux veines droites. 